# Lysiloma
Genre
Lysiloma est un genre de plantes à fleurs dicotylédones de la famille des Fabaceae, sous-famille des Mimosoideae, originaire d'Amérique centrale et d'Amérique du Nord, qui comprend une douzaine d'espèces acceptées.

## Liste d'espèces
Selon Catalogue of Life (21 octobre 2018) :
- Lysiloma acapulcense (Kunth)Benth.
- Lysiloma ambigua Urb.
- Lysiloma aurita (Schltdl.)Benth.
- Lysiloma candida Brandegee
- Lysiloma divaricatum (Jacq.)J.F.Macbr.
- Lysiloma latisiliqua
- Lysiloma latisiliquum (L.)Benth.
- Lysiloma microphylla Benth.
- Lysiloma sabicu Benth.
- Lysiloma standleyana Britton & Rose
- Lysiloma tergemina Benth.
- Lysiloma watsonii Rose